# История Чувашии
История Чувашии (чув. Чӑваш Ен кун-ҫулӗ) — история территории современной Чувашской Республики и чувашского народа. Процесс консолидации чувашей происходил в Волжской Булгарии, Золотой Орде и Казанском ханстве.

## История до 1551 года

### Территория Чувашии до нашей эры
Первые люди на территорию современной Чувашии прибыли около 80 тыс. лет назад в микулинский межледниковый период.
На территории Чувашии открыта позднепалеолитическая Уразлинская стоянка у села Улянк.
У подножия коренного берега реки Малый Цивиль обнаружена финальнопалеолитическая стоянка-мастерская (Шолма 1) с каменным и костяным инвентарём.
Вдоль рек Волги, Суры и Цивиля открыты стоянки мезолита (13—5 тыс. до н. э.) и неолита (4—3 тыс. до н. э.).
Могильники фатьяновской культуры на территории Чувашии иногда выделяют в отдельную балановскую культуру.
В селе Абашево в 1925 году впервые были найдены курганы абашевской культуры. Курганы абашевской культуры найдены у деревень Таушкасы (Цивильский район), Катергино (Козловский район), Тохмеево и Пикшик. В 0,5 км к западу от деревни Верхние Олгаши на краю правого берега реки Сундырка находится группа из 16 курганов абашевской культурно-исторической общности.
У деревни Татарские Тимяши найден Татарско-Тимяшский могильник срубной культуры.
Сдвиг в общественном развитии произошёл в эпоху бронзы — во 2 тыс. до н. э. распространилось скотоводство.

### Предки чувашей в доболгарский период
В начале новой эры тюркоязычные племена булгар и сувар начали продвигаться на запад по Семиречью и степям Средней Азии, достигнув во II—III вв. н. э. Северного Кавказа. Многовековое общение с ираноязычными скифами, саками, сарматами и аланами, повлияло на культуру предков чувашей — их хозяйственные занятия, быт, религию, одежду, головные уборы, украшения, орнамент.
В 30—60-х годах VII века в Северном Причерноморье существовало государственное образование Великая Булгария, которое под ударом Хазарии распалось.
Сувары на территории Северного Кавказа имели своё княжество, которое с 60-х годов VII века до 30-х годов VIII века находилось в зависимости от Хазарского каганата.

### Волжская Булгария
В 70-х годах VII века часть булгарских племен под началом Котрага из Предкавказья — с территории распавшейся Великой Булгарии переселилась в регион Среднего Поволжья и Прикамья.
Сувары после вторжения на их земли в 732—737 годах арабов перешли в Среднее Поволжье и разместились южнее булгар.
В VIII веке в Среднем Поволжье возник булгарский союз племён, куда под главенством булгар вошли сувары и местные волжско-финские племена. После подчинения местных племен, преимущественно финно-угорских, в конце IX века союз перерос в раннефеодальное государство Волжская Булгария, занимавшую территории Среднего Поволжья от Самарской Луки на юге до реки Вятки на севере, от Средней Камы на востоке до реки Суры на западе.
Основными хозяйственными занятиями в Волжской Булгарии стали пашенное земледелие и животноводство, охота, рыболовство, бортничество. Возникли города: Болгар (столица с начала X в. — до 2-й четв. X), Биляр (столица со 2-й четв. X — нач. XIII вв.), Сувар, Ошель, Нохрат. Развивались ремёсла, внутренняя и транзитная торговля. В Волжской Булгарии уделялось внимание развитию науки и образования, государственным языком был булгарский язык.
В X — начале XIII века в процессе объединения булгарских и суварских племён, говоривших на языке с «ротацизмом» (употребление, в отличие от других тюркских языков, «р» вместо «з»), и ассимиляции ими части финно-угорского населения сформировалась новая волжско-болгарская (древнечувашская) народность, её этнонимами являлись болгар и чуваш.
Центральные земли волжских булгар располагались в районе слияния Волги и Камы. Владения Булгарии охватывали территории современных Самарской, Пензенской, Ульяновской областей, Татарстана и Чувашии. Последняя была заселена булгарами не позднее IX века, здесь проходила западная граница волжско-булгарского государства. С территории Чувашии известны более 70 памятников булгарской археологической культуры, самым известным из них является Тигашевское святилище (Батыревский район), датируемое концом IX — началом X века.
До 965 года Волжская Булгария находилась в подчинении у Хазарского каганата, а затем обрела независимость и стала играть серьезную роль в политическом пространстве Восточной Европы. Имея выгодное географическое положение, она поддерживала тесные политические, экономические и культурные связи с Русью, Скандинавией, арабским миром. Еще в 922 году часть булгарской аристократии и горожан приняла мусульманство от посольства Арабского халифата, но значительная населения оставалась языческой. Образованными слоями булгар практиковалась особая разновидность рунической письменности, о чем свидетельствуют находки надписей с территории Булгарии. Материальная и духовная культура волжских булгар домонгольского периода оказала огромное влияние на соседние народы, в первую очередь марийцев, удмуртов и мордву. Военное дело Волжской Булгарии известно в основном в связи с многочисленными булгарскими походами на Русь и русских походов на Булгарию.
Волжская Булгария трижды — в 1223, 1229 и 1232 году — отбивала нападения монгольских войск.

### Формирование чувашей в период Золотой Орды
Осенью 1236 года монгольская армия во главе с Субэдэем разбила силы булгар, сожгла города и пленила огромное количество населения. В 1239—1240 годах булгарские князья Баян и Джику подняли восстание, и в следующем году монголам пришлось вторично завоевать Булгарию.
В 1236 году Волжская Булгария была разорена монголо-татарами под предводительством хана Бату (Батыя). Территория Среднего Поволжья была включена в вассальный Золотой Орде Булгарский улус. Население постоянно подвергалось насилию и физическому уничтожению. По мнению историка В. Д. Димитриева, в XIII — начале XV века погибло около 80 % жителей бывшей Волжской Болгарии. Часть людей переселилась в Приказанье, Заказанье, а также в центральные и северные районы современной территории Чувашии.
В 1243 году монголы создали Золотую Орду, куда вошла территория бывшей Волжской Булгарии. В этот период произошел отток части булгарского населения на территорию современной Чувашии. Золотоордынцами в Чувашии был построен ряд укреплений, в частности, Большетаябинская крепость (середина XIII — начало XIV века).
В середине XIV века в Булгарском улусе (Болгарской земле) Золотой Орды произошла эпидемия чумы, в результате чего сильно сократилась численность населения. Во второй половине XIV века эти территории страдали, с одной стороны, от внутриордынской междоусобицы, сопровождавшейся разорением Болгарской земли, а с другой, от набегов новгородских ушкуйников и князей. В этот период произошло еще одно, уже более массовое переселение булгароязычного населения на территорию современной Чувашии. В итоге резко увеличилась плотность населения в бассейнах рек Большой и Малый Цивиль, а также в районе Чебоксар, где археологами прослеживается мощный слой второй половины XIV — начала XV века. В результате массовых миграций булгар на территорию Чувашии и ассимиляции ими местных финно-угорских племён в течение XIII—XIV века сформировался современный чувашский народ.
После опустошения Болгарской земли во 2-й половине XIV — начале XV вв. всех болгар стали называть чувашами.

### Чуваши в составе Казанского ханства

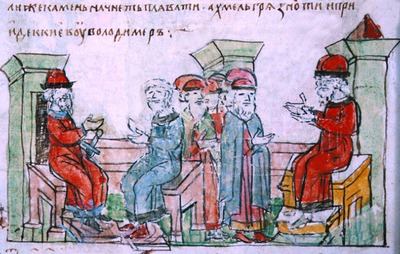
Заключение князем Владимиром мира с волжскими булгарами в 985 или 986 году. Миниатюра конца XV века из Радзивилловской летописи

В 1438 году от Золотой Орды откололось Казанское ханство, в составе которого кроме казанских татар оказались предки чувашей, башкир, марийцев, эрзян и удмуртов.
На территории современной Чувашии, а также в приказанско-заказанском районе, в Чувашской даруге к концу XV века сформировалась современная чувашская народность.
В 1438 году от Золотой Орды откололось Казанское ханство (вместе с землями Чувашии). В русских источниках того времени территория Чувашии и другие земли на правобережье Волги, населенные, прежде всего, чувашами и горными марийцами, именуются Горной стороной. Горная сторона страдала от непрекращающихся стычек между Казанским ханством и Русским государством, через её территорию постоянно проходили войска враждующих сторон. В связи с одной из русско-казанских войн в 1469 году летопись впервые упоминает город Чебоксары.
К 1521 году относится первое упоминание этнонима «чуваши»: русская летопись называет их в числе народов, которые в результате восстания сместили с казанского престола московского ставленника Шах-Али в пользу его конкурента Сахиба I Герая. Население Горной стороны приняло активное участие в Русско-казанской войне 1521—1524 годов, сражаясь и перекрывая поставки продовольствия русским войскам. Вскоре Горная сторона была разорена набегом Ногайской орды. В 1540 году чуваши Горной стороны участвовали в набеге казанцев на Кострому.
В 1545 году начались Казанские походы Ивана IV Грозного. К этому времени политические настроения чувашских и горномарийских феодалов изменились, и с 1546 года они начали оказывать русскому царю помощь в борьбе с казанским ханом Сафа-Гиреем, надеясь вернуть к власти Шах-Али. В 1551 году Шах-Али привел жителей Горной стороны (горных людей) к присяге Ивану IV. По условиям договора чуваши и горные марийцы обязывались освободить русских пленных, повиноваться Ивану IV и платить дань. Взамен Иван IV обещал сохранить за горными людьми их земли и угодья, а также установить терпимую для населения систему податей. Воины Горной стороны, в том числе чуваши, участвовали во взятии Казани в 1552 году, по итогам которого Казанское ханство вошло в состав Русского государства.

## История с 1551 года до 1917 года

### Чуваши в составе Русского государства
Чувашские земли, расположенные на пограничье между Московским княжеством и Казанским ханством, часто страдали от военных столкновений между русскими и казанскими войсками. Многочисленные русские походы на Казань сопровождались грабежом населения по пути их следования.
В 1523 году из Нижнего Новгорода на Горную сторону выступили войска Шаха-Али, московского ставленника и претендента на казанский престол. Его воины разорили чувашские и черемисские земли в междуречье Суры и Свияги и начали возведение укрепления в устье Суры для подготовки к взятию Казани.

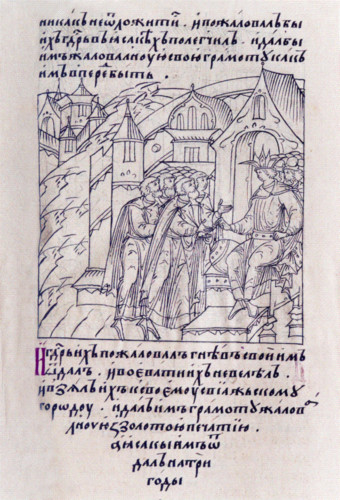
«Обращение чувашей и горных марийцев к Шах-Али и русским воеводам». Миниатюра из «Истории о Казанском царстве» (1551 г.)

В 1545 году был свергнут крайне непопулярный на Горной стороне казанский хан Сафа-Гирей, который передал право взимания ясака с чувашских земель казанским и крымским феодалам и тем самым поставил чувашских князей и тарханов в подчинённое положение. В середине XVI века обострилась борьба внутри казанской знати, среди представителей которой были и чуваши. В сентябре 1546 года на сторону Москвы перешло 4 казанских князя и 76 других казанцев. 6 декабря того же года горный черемис «Тугай с двумя товарищами» («Горные черемисы сотник Атачик с товарищи», согласно «Разрядной Книге») били челом на верность Ивану Грозному и просили прислать войско. Результатом стал поход русских воевод до устья Свияги, входе которого было взято в плен «сто человек черемисы».
После строительства Свияжска, присутствие русских войск на Горной Стороне стало постоянным. К этому времени стала ясна неспособность Казани защищать эту территорию. «Горные же люди видев то, что город царя православного стал в их земле, и начаша ко царю и воеводам приезжати и бити челом, чтобы их государь пожаловал, гнев свой отдал, а велел бы им бытии у Свияжского города и воевати их не велел». Согласно русским летописям делегация во главе с Магмедом Бозубовым (или Магмедом Бузубовым по другим спискам) "била челом"от имени всей Горной Стороны её князей, мурз, сотников, десятников чувашей, черемисов и казаков. Присягнувшим было обещано прекращение русских нападений: «гнев свой им отдал и воевати их не велел», освобождение от налогов на три года и сохранение в будущем тех же налогов, что платились «прежним царям» (казанским ханам), при условии освобождения ими всех русских пленников. Для проверки верности в июле «горных людей» отправили походом на Казань, откуда они вынуждены были бежать под огнём пушек. Позднее их направили воевать против «луговой стороны».

Во время мирных переговорах летом 1551 года между Иваном Грозном и «всей Землёй Казанской» (сословно-представительным органом, в котором участвовали и представители чувашей и мари), царь отказывался возвращать Горную сторону, мотивируя это тем, что её он «саблею взял до их челобитья». В источниках о взятии Казани говорится:
«Однако же (Иван Грозный) в виде вознаграждения за обиду (к булгарам), подчинил себе (Москве) соседнюю Болгарию, которую терпеть не мог за частые мятежи, чтобы эта страна, не привыкшая к покорности, научилась носить чужое ИГО».

Августин Майерберг. Путешествие в Московию. Часть 4.
В марте 1552 года началась подготовка к новым военным действиям между Москвой и Казанью. В начале апреля свияжские воеводы докладывали что «…горные люди волнуются, многие ссылаются с казанцы, а во всех правды мало чают, и непослушание в них великое…». Уже в следующей «грамоте» (письме) свияжских воевод они уже сообщали, что «…все изменили горные люди, а сложилися с Казанью и приходили к Свияжскому городу…». В декабре 1552 чуваши и черемисы на дороге из Свияжска в Васильсурск убили много русских гонцов, купцов и людей, сопровождавших обозы с казёнными грузами. Русское правительство получив донесение о неприязненных действиях, отвечало террором: приказано было сыскать участников падения и всех повесить. В Свияжск было приведено 74 человека цивильских чуваш; все они были повешены, а имущество их было отдано доносчикам. Вспыхнувшая с новой силой в 1553 году война продолжалась до 1557 года, чуваши принимали в ней активное участие .
После взятия в 1552 году Казани и подавления антимосковских мятежей 1552—1557 годах в подданство Москвы перешли и чуваши, проживавшие на Луговой стороне. В Чувашии были построены города-крепости Чебоксары (первое упоминание в летописях в 1469, основан как город-крепость в 1555), Алатырь, Цивильск, Ядрин, которые вскоре стали торгово-ремесленными центрами. Во 2-й половине XVI—XVII веков заселились южные и юго-западные части Чувашии, покинутые в XIV—начале XV столетий из-за разбойных нападений ногайских татар. В Чувашии получили распространение землевладения рус. свет. и духов. феодалов (в середине 18 века в крае числилось более 200 помещичьих, 8 монастырских владений), росла численность русских (в 1795 они составляли 19,2 % всего населения). Центром консолидации и роста чувашской народности стала правобережная область расселения. В XVI—XVII веках значительная часть чувашей Приказанья и Заказанья переселилась в Нижнее Закамье и Башкирию, другая часть — в правобережную Чувашию, а оставшиеся на месте чуваши слились с татарами. Во 2-й половине XVI—XVII веков правобережные чуваши заселили юго-восточную часть Чувашии, в XVII—XVIII веках переселились в Нижнее Закамье, Башкирию, Симбирские, Самарские, Пензенские, Саратовские, Оренбургские края. В 1795 из 352 тыс. всех чувашей в России на территории будущей Чувашии проживало 234 тыс. (66,5 %), а за её пределами — 118 тыс. человек.
Чувашия была областью относительно высокой земледельческой культуры. Основные традиции занятия населения — пашенное земледелие, животноводство, хмелеводство, пчеловодство. Большое распространение получили промыслы по обработке дерева, кожи, шерсти, волокна и пр. С целью пресечения изготовления оружия, применяемого в народных движениях, царское правительство в начале XVII века запретило чувашам и др. поволжским народам заниматься кузнечным и серебряным делом (вплоть до 19 в.). Во 2-й половине XVII века в городах Чувашии возникли кожевенные, винокуренные, салотопенные и другие предприятия русских и татарских купцов. К середине XIX века в Чувашии насчитывалось около 150 кирпичных, меднолитейных, прядильных, шелковопоясных и других мелких предпр. В XVIII — 1-й половине XIX века в крае действовало до 15 вотчинных кожевенных, суконных и других мануфактур, имелись стекольные и суконные фабрики.
Чувашские крестьяне платили в царскую казну денежный и хлебный ясак, несли трудовые повинности, поставляли в русскую армию по одному воину с 3 ясаков (с 6 дворов).

### Чуваши в период Российской империи
В 20-х годах XVIII века они были включены в разряд государственных крестьян, ясак заменён подушной податью и оброком, размеры которых в XVIII — 1-й половине XIX века систематически росли. Чувашских крестьян эксплуатировали русские и татарские купцы и ростовщики, собственная патриархально-феодальная прослойка — пуяны и коштаны. В XVII веке чувашские окружные князья, сотенные и десятные князьки и тарханы постепенно редели, в 1718—1723 вместе со служилыми чувашами по указу Петра I они были уравнены с государственными крестьянами и приписаны к выполнению лашман. повинности. В 1830-х годах около 100 тыс. чувашских крестьян было передано ведомству уделов — стали крепостными царской фамилии. Чуваши призывались на военную службу в русскую армию, участвовали в Ливонской войне (1558—1583), борьбе против польско-шведской интервенции (1611—1614), польских походах, русско-турецких войнах XVIII века. В Отечественной войне 1812 года тысячи чувашей сражались против наполеоновской армии.
В середине XVIII века чувашей подвергли христианизации, но до 70-х годов XIX века их крещение носило формальный характер, проповеди велись на старославянском и русском языках и были непонятны чувашам. Фактически они оставались приверженцами дохристианской веры.
В XVI—XVII веках территория Чувашии управлялась Приказом Казанского дворца, в начале XVIII века включена в состав Казанской и Нижегородской губерний, по административной реформе 1775 года вошла в Казанские и Симбирскую губернии. Эксплуатация, произвол и бесчинства чиновников, насильственное насаждение православия приводили к сопротивлению населения. Чуваши участвовали во всех крупных выступлениях народных масс, затрагивавших Среднее Поволжье в XVI—XIX веках: в 1571—1573 годах, в начале XVII века, в 1634 году, крестьянские восстания С. Т. Разина и Е. И. Пугачёва. В 1842 году произошло вооружённое восстание чувашских и марийских крестьян (т. н. Акрамовская война) против реформ П. Д. Киселёва управления гос. крестьянами, в восстании участвовало до 10 тыс. человек.
В XIX веке, особенно после отмены крепостного права в Российской империи, в Чувашии начали развиваться капиталистические отношения, происходит социальное расслоение деревни, выделяться малочисленная торгово-промышленная буржуазия. Однако по сравнению с центральными районами России этот процесс шёл намного медленнее, с преобладанием первичных форм капиталистического предпринимательства. Ко времени отмены крепостного права промышленность Чувашского края была представлена двумя суконными и тремя винокуренными заводами, которые за исключением одной суконной фабрики, принадлежали помещикам. Кроме них действовали небольшие поташные, стекольные, шелковопоясные мануфактуры. В конце XIX — начале XX века действовали до трёх десятков фабрик и заводов, оформился немногочисленный пролетариат: в промышленности и на транспорте было занято около 6 тыс. человек.
В лесной промышленности и лесоразработках в конце XIX века на сезонных работах ежегодно были заняты десятки тысяч человек. С 80-х годов XIX века начало развиваться фабрично-заводское лесопиление, до середины 90-х годов XIX века работали 6 лесопильных заводов. Более 8 % мужского трудоспособного населения края было занято на отхожих промыслах.
Развивалась транспортная сеть. Пароходное общество «Дружина» в 1860 году в Звениговском затоне Чебоксарского уезда основало механический завод для постройки и ремонта судов. Чебоксарская пристань в 1860-х годах отпускала товаров более 28 000 т., а в начале XX века — около 16 700 т. В 1891—1894 годах шло строительство железнодорожной линии Алатырь — Шихраны (Канаш) — Казань Московско-Казанской железной дороги. Вдоль неё возникли предприятия по деревообработке, которая с конца XIX века стала основной отраслью промышленности Чувашского края. В 1894 году вступают в строй Алатырские железнодорожные мастерские, ставшие самым крупным предприятием края.
Абсолютное большинство населения Чувашии (ок. 96 %) проживало в сельской местности. Его численность возросла с 436 тыс. в 1859 году до 660 тыс. в 1897 году. В пореформенный период земледелие постепенно приобрело черты капиталистического хозяйства. В 1905 году казне и уделу принадлежало 36,4 % земли, помещикам и духовенству — 5,4 %, купцам и мещанам — 1 %, крестьянам-общинникам — 54 %, крестьянам-собственникам — 2,7 %, прочим — 0,5 %. Надельная крестьянская земля находилась в распоряжении сельской общины, что тормозило развитие капиталистических отношений. Результаты столыпинской аграрной реформы оказались в Чувашии незначительными.
На рубеже XIX—XX веков в народные массы стали проникать социал-демократические идеи. Революционные волнения 1905—1907 годов и последующее десятилетие отмечено выступлениями рабочих и крестьян против самодержавия, отмену недоимок и косвенных налогов, против проведения в жизнь столыпинской аграрной реформы. Зарождается движение за национальный подъём, растёт национальное самосознание народа. Этому способствовала первая чувашская газета «Хыпар» («Вести»), выходившая в 1906—1907 годах.
В годы Первой мировой войны крестьянство испытывало большие трудности. Хозяйства, главы которых были мобилизованы, разорялись. Росло недовольство войной. Осенью 1916 начались антивоенные выступления.

## История с 1917 года до 1991 год

### 1917—1920
После февральской революции в городах и некоторых волостях Чувашии вместе с органами Временного правительства организовывались Советы, большинство которых возглавляли эсеры и меньшевики. В июне 1917 года в Симбирске на общечувашском съезде было учреждено Чувашское национальное общество (ЧНО), поддерживавшее Временное правительство России. Во главе ЧНО находились эсеры. Другое крыло национального движения не имело завершённой организационной структуры и было в основном представлено национальными организациями солдат и матросов по месту службы, придерживавшимися большевистских взглядов. Эти два направления разошлись после Октябрьского переворота и в ходе Гражданской войны.

### Автономная Чувашская область

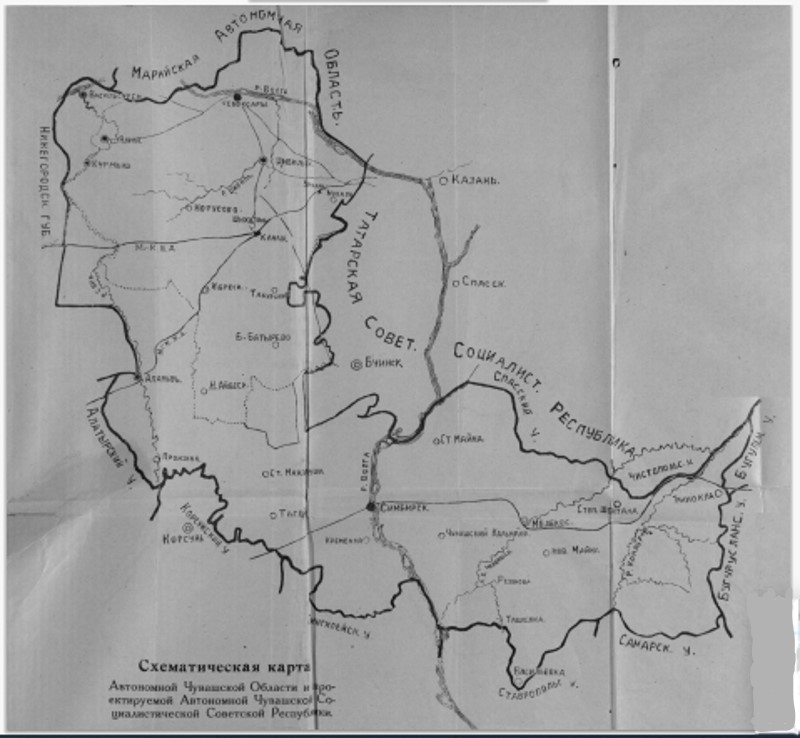
Предложения по расширению территории Чувашской АССР

Первоначально Чувашская АО делилась на 3 уезда: Чебоксарский, Цивильский и Ядринский. Вскоре в составе Цивильского уезда был образован Ибресинский район. В 1921 Ибресинский район был выведен из состава Цивильского уезда и преобразован в Батыревский (Ибресинский) уезд.
На момент избрания Сталина Генеральным секретарём ЦК РКП(б) 3 апреля 1922 года в Чувашской автономной области должность ответственного секретаря Чувашского областного комитета РКП(б) занимал Д. С. Эльмень (1885—1932).

Становление автономии чувашей связано с именем чувашского общественного и политического деятеля Д. С. Эльменя (1885—1932). На собрании чувашских коммунистов, состоявшемся 12 января 1919 года в Казани, Эльмень призывает представителей чувашской интеллигенции присоединиться к работе Чувашского отдела при Народном комиссариате по делам национальностей РСФСР, народным комиссаром которого был Сталин, для развёртывания культурного строительства. 3 января 1920 года в комиссариат была направлена докладная записка Чувашского отдела, в котором официально ставился вопрос об автономии для чувашей. В феврале 1920 года состоялся I Всероссийский съезд коммунистов-чувашей, обсудивший вопрос об организации советской автономии чувашского народа.
24 июня 1920 года ВЦИК и СНК РСФСР приняли декрет об образовании Чувашской автономной области в составе РСФСР с центром в городе Чебоксары, включившей 7 уездов Казанской и Симбирской губернии. Постановление подписали Председатель СНК РСФСР В. И. Ленин, Председатель ВЦИК М. И. Калинин и секретарь ВЦИК А. С. Енукидзе. В этот же день Оргбюро ЦК РКП(б) рассмотрело вопрос о составе Чувашского революционного комитета (Ревкома), председателем которого стал Д. С. Эльмень. Ревком был утверждён как советский орган для руководства новой административной единицей. 1 июля 1920 года Оргбюро ЦК РКП(б) сформировало временный Чувашский областной комитет РКП(б), ответственным секретарём которого также стал Эльмень, который занимал эту должность с перерывами до 1924 года. 20 августа 1920 года по инициативе Ревкома в Чебоксарах в честь провозглашения Чувашской автономной области был проведён митинг с участием общественных организаций, гостей из образованной 27 мая 1920 года Татарской АССР и ряда губерний РСФСР.
I Чувашский областной съезд профсоюзов (6—7 сентября 1920) и I Чувашская областная конференция РКСМ (октябрь 1920) оформили профсоюзную и комсомольскую организации ЧАО. 6—9 октября 1920 года состоялась I Чувашская областная партийная конференция, завершившая оформление партийной организации области.
24 июня 1920 г. декретом ВЦИК и Совнаркома РСФСР образована Чувашская автономная область, а 21 апреля 1925 г. постановлением Президиума ВЦИК она преобразована в Чувашскую АССР. В июне того же года в её состав включён город Алатырь с тремя волостями.
В 1920-е годы обсуждалась идея изменения названия Чувашской АССР в Болгарскую АССР и переименования чувашей в болгар, вслед за переименованием черемис в марийцев. Предложение краеведов не получило поддержки руководства и населения республики.

«…чувашские буржуазные националисты, стремившиеся использовать болгарскую теорию происхождения чувашского народа в своих враждебных политических целях.
В ряде работ, изданных ими в 1920-х годах, пропагандировалось утверждение о том, что чуваши являются единственными, прямыми и чистыми потомками волжско-камских болгар, допускалась буржуазно-националистическая идеализация эпохи государства Волжской Болгарии.

В работах Д. П. Петрова (Юман), М. П. Петрова, А. П. Прокопьева-Милли и других краеведов болгарский период изображался как „золотой век“ в истории чувашского народа, игнорировались социально-классовые противоречия и наличие гнёта эксплуататоров в этом государстве. В эти же годы буржуазные националисты развернули кампанию по переименованию чувашей в болгар, а Чувашскую АССР предлагали назвать „Болгарской“».— Денисов П. В. Этнокультурные параллели дунайских болгар и чувашей.— Чебоксары, 1969. — С. 10
Первые годы существования ЧувАО, а затем и ЧАССР, отмечены трудностями и испытаниями, пик которых приходится на 1921 г.: вначале восстание крестьян, жестоко подавленное большевиками, затем бедственный неурожай и страшный голод. Огромнейший урон нанесла Гражданская война в России. При численности всего населения менее 1 млн чел. на войну было мобилизовано около 200 тыс. чел. (почти всё трудоспособное мужское население после мобилизации 1-й мировой войны) и около 100 тыс. не вернулось.

### Чувашская АССР с 1924 года до 1941 год

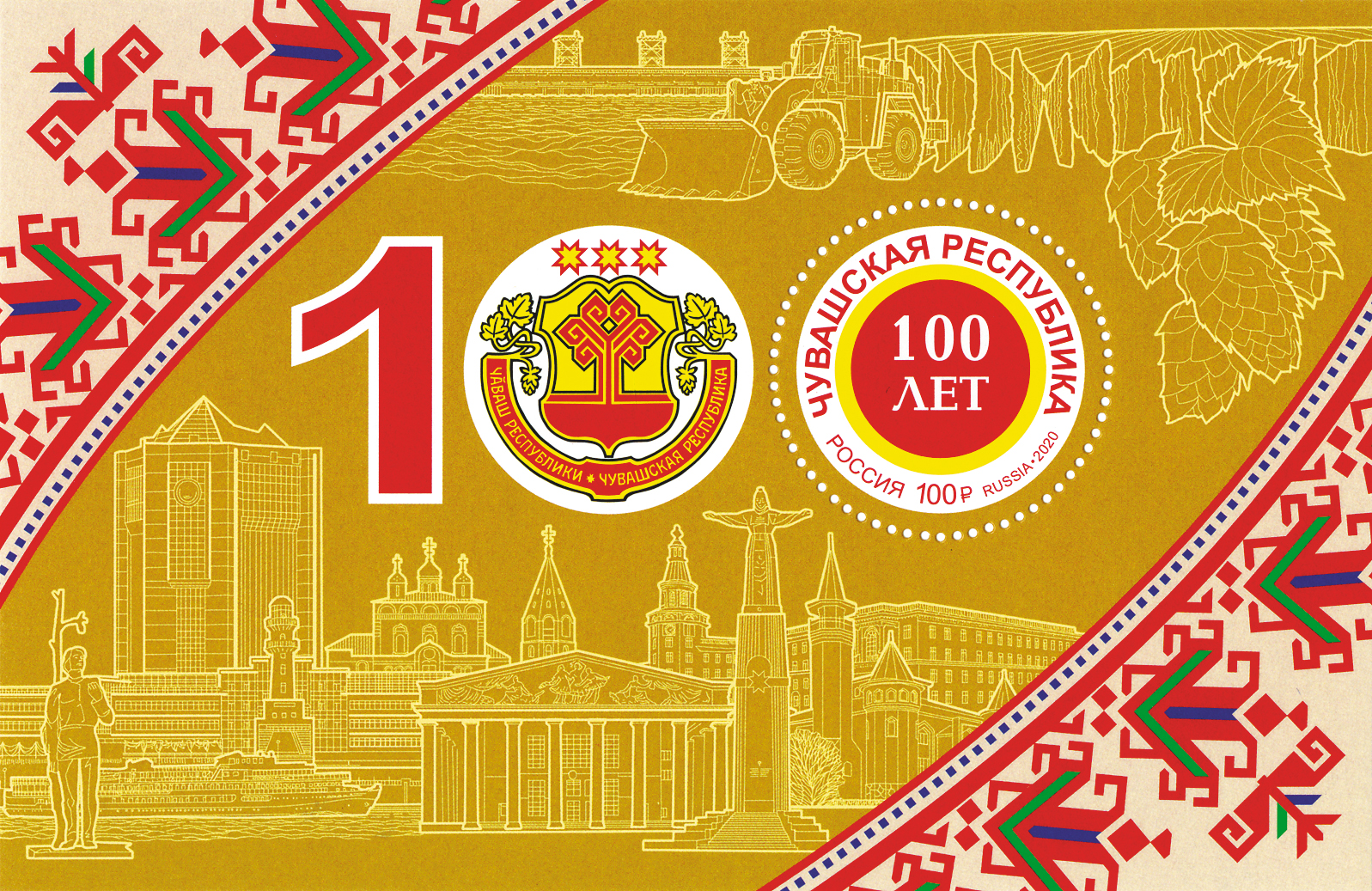
Почтовый блок 2020 год. 100 лет Чувашской Республике

21 апреля 1925 года ВЦИК постановил преобразовать Чувашскую автономную область в Чувашскую Автономную Советскую Социалистическую Республику. В её состав из Ульяновской губернии была передана территория, на которой был образован Новоалатырский (с 1926 — Алатырский) уезд. Постановлением ВЦИК от 20 июня 1925 года к Чувашской АССР были присоединены три волости Алатырского уезда Симбирской губернии с населением 121 464 человека: Алатырская с городом Алатырем, Порецкая и Кувакинская.
Постановлением I сессии ЦИК Чувашской АССР I-го созыва, проходившем с 1 по 5 февраля 1926 года был образован Совет Народных Комиссаров Чувашской АССР. Первым Председателем СНК Чувашской АССР стал С. А. Коричев, занимавший эту должность до 6 июля 1926 года. С ноября 1926 года по май 1927 года Председателем СНК ЧАССР был А. Я. Яковлев; с мая 1927 по февраль 1930 года — А. М. Михайлов; с февраля 1930 по февраль 1931 — П. Я. Самарин; с февраля 1931 по февраль 1932 — Л. С. Спасов; с февраля 1932 по июль 1937 — В. И. Токсин; с сентября 1937 по 26 июля 1938 — снова Спасов; с 31 июля по 20 октября 1938 — А. А. Волков; с декабря 1938 по 12 июля 1942 — А. В. Сомов.
31 марта 1927 года II Всечувашский съезд Советов утвердил герб и флаг Чувашской АССР.
В 1927 году были упразднены уезды, и вместо них были образованы 17 районов: Алатырский, Аликовский, Большебатыревский, Вурнарский, Ибресинский, Канашский, Козловский, Красночетайский, Малояльчиковский, Мариинско-Посадский, Порецкий, Татаркасинский, Урмарский, Цивильский, Чебоксарский, Шемуршинский и Ядринский. В 1929 году был образован Шихирдановский татарский национальный район.
В 1935 году Большебатыревский район был переименован в Батыревский, а Малояльчиковский в Яльчикский. В том же году образованы новые районы: Ишлейский, Кувакинский, Тархановский, Траковский, Шихазановский, Шумерлинский и Янтиковский. Значительные изменения произошли в 1939 году: упразднены Батыревский и Шихирдановский татарский национальный районы, образованы Калининский, Комсомольский, Октябрьский, Советский и Чкаловский (с 1957 — Батыревский) районы. Тархановский район переименован в Первомайский, а Татаркасинский в Сундырский. Через год Траковский район был переименован в Красноармейский.
В годы первых пятилеток в СССР в Чувашской АССР были построены предприятия деревообрабатывающей, химической, пищевой промышленности, машиностроения. В 1939 году было завершено строительство одноколейной железнодорожной ветки Канаш—Чебоксары. В 1939 году доля чувашей среди рабочих промышленности достигла 44 % против 9,5 % в 1926 году. К концу 1930-х годов грамотность населения республики составляла около 90 %, насчитывалось около 7,5 тысяч представителей интеллигенции. В местах компактного расселения чувашей в других республиках и областях РСФСР издавались журналы и газеты на чувашском языке, готовились педагогические кадры, функционировали чувашские театры. В 1935 году Чувашская АССР за успехи в развитии народного хозяйства и культуры была награждена орденом Ленина.
С 22 ноября 1926 года до 5 января 1934 года должность партийного лидера в Чувашии занимал С. П. Петров. 20—29 марта 1929 года прошёл III съезд Советов ЧАССР. На этот период приходилось развитие государственности чувашей, индустриализация, создание крупного механизированного сельского хозяйства. С августа 1929 года по декабрь 1936 года республика находилась в составе Нижегородского края (в 1932 году переименованного в Горьковский край). С. П. Петров был Первым секретарём Чувашского областного комитета ВКП(б) также с 13 января 1934 года до 14 ноября 1937 года. 18 июля 1937 года была принята Конституция Чувашской АССР.
С 14 ноября 1937 года по 17 сентября 1938 год в должности Первого секретаря областного комитета ВКП(б) работал Г. И. Иванов. С 1 октября 1938 до 4 марта 1940 года партийным лидером Чувашской АССР был А. А. Волков (1889/1890—1942). С 4 марта 1940 до 2 декабря 1948 — И. М. Чарыков (1902—1964).

Флаг ЧАССР образца 1927 года

Флаг ЧАССР образца 1937 года

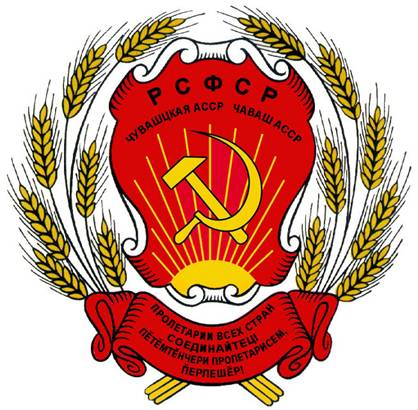
Герб ЧАССР образца 1937 года

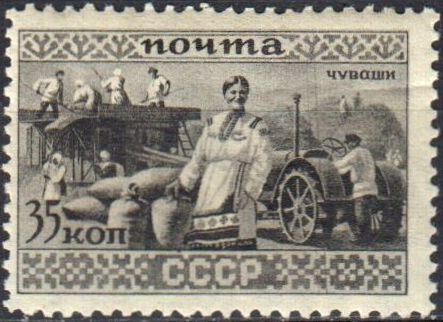
Чуваши на почтовой марке СССР, 1933 год

В 1940 колхозы Чувашской АССР объединили 85,5 % крестьянских хозяйств и 97,5 % посевной площади.
С 1 января 1940 года Приказом Народного комиссариата путей сообщения железнодорожная линия Канаш-Чебоксары введена в постоянную эксплуатацию со включением её в состав Казанской железной дороги. Эта линия связала маленькую республику со всей железнодорожной сетью страны. Трудовой подвиг народа Чувашии, способствовавший ликвидации бездорожья, — одна из славных страниц нашей истории.
Строительство железной дороги дало большой толчок для развития промышленности. В связи с этим станция Чебоксары стала развиваться дальше. Были построены парк Чебоксары-2, грузовой двор, маневровый парк Гремячий, была запущена сортировочная горка.
В послевоенные годы на станции Чебоксары был создан штаб Гражданской обороны. На конкурсе в Юдино по Гражданской обороне работники станции Чебоксары заняли первое место. Железнодорожники всегда принимали активное участие в проведении субботников, по благоустройству территории и при вводе в действие новых устройств. Главное здание вокзала было построено в 1939 году.
В 1939 году завершено строительство одноколейной железнодорожной ветки «Канаш—Чебоксары». Первый городской автобусный маршрут открылся в мае 1946 года (см. Чебоксарский автобус).
После восстановления народного хозяйства, разорённого гражданской войной, оно было подчинено становлению мощного промышленного потенциала. В годы довоенных пятилеток в республике построены предприятия деревообрабатывающей, химической, пищевой промышленности, машиностроения.
Построены Канашский вагоноремонтный завод, Козловский домостроительный завод, Шумерлинский завод дубильных экстрактов, Шумерлинский мебельный комбинат. Валовая продукция крупной промышленности в 1940 возросла по сравнению с 1913 в 9,5 раза.
В 1935 году Чувашская Республика за выдающиеся успехи в развитии народного хозяйства и культуры была награждена орденом Ленина.
Канашский вагоноремонтный завод был основан 16 июня 1936 года.
Козловский комбинат автофургонов основан 1932 году. Чебоксарская лентоткацкая фабрика была основана осенью 1941 года в результате эвакуации в Чебоксары Киевской лентоткацкой фабрики и Завидовской текстильно-галантерейной фабрики «Басон». Эвакуированная Завидовская фабрика «Басон» была размещена в помещении Альгешевской церкви, а Киевская лентоткацкая фабрика — в сарае на окраине Чебоксары.
Основанные в 1893 году Алатырские железнодорожные мастерские, в 1929 году были реорганизованы в Паровозоремонтный завод Казанской железной дороги. В 1941 году на завод были эвакуированы рабочие и служащие, часть оборудования Смелянского и Гайворонского паровозоремонтных заводов.
27 июня 1935 — награждение Чувашской АССР орденом Ленина за выдающиеся успехи в деле социалистического строительства. В июне 1935 года Постановлением ЦИК СССР «За выдающиеся заслуги в деле проведения в течение ряда лет основных сельскохозяйственных работ, культурного строительства, выращивания национальных кадров, дорожного строительства и по выполнению обязательств перед государством» Чувашская АССР одна из первых автономных республик страны была награждена орденом Ленина.
Строительство предприятия Чебоксарское производственное объединение им. В. И. Чапаева началось в апреле 1938 года. Строительство предприятия — одно из звеньев выполнения задач третьего пятилетнего плана 1938—1942 годов, согласно которому предусматривалось укрепление обороноспособности СССР. 15 октября 1941 года завод выдал первую продукцию, а 1 ноября 1941 года завод был принят в эксплуатацию.
В Чувашской АССР с конца 1920-х годов по 1953 год было репрессировано более 14 тысяч человек. Пик террора пришёлся на 1937 год. Он затронул все слои населения. Больше всего пострадали работники партийно-государственного и хозяйственного аппарата. Подверглись репрессии работники образования, деятели литературы и искусства, печати и руководство обкома ВЛКСМ. Фамилии трёх людей стали символами этих лет.
В конце лета 1926 года по решению секретаря ЦК ВКП(б) С. В. Косиора в Чебоксары прибыл С. П. Петров. Здесь его с ходу выдвинули делегатом на XV конференцию ВКП(б), в октябре 1926 года его ввели в состав обкома, а в декабре на организационном пленуме объединённом пленуме обкома и ОКК по рекомендации ЦК избрали ответственным секретарём Чувашского обкома партии.
Летом 1928 года руководство Чувашской АССР начало кампанию против бывшего руководителя Чувашской автономии Д. С. Эльменя. 2 декабря 1930 года на заседании партийного бюро Нижегородского коммунистического института Д. С. Эльмень был исключён из коммунистической партии.
Первыми, кто попал под критику С. П. Петрова, оказались делегаты первого Всечувашского краеведческого съезда и участники празднования 60-летия Симбирской чувашской школы и 80-летия её основателя И. Я. Яковлева, состоявшихся в 1928 году. В начале 30-х годов они были обвинены в том, что являлись проводниками «националистической, кулацкой точки зрения», после чего активное краеведение на долгие годы оказалось на периферии «большой науки».
Созданное в 1921 году при активном участии Д. С. Эльменя Общество изучения местного края, ставшее массовым научно-культурным движением, фактически было разогнано.
Борьба с «националистами» развернулась и в области чувашского языкознания. Ряд представителей интеллигенции (Д. П. Юман, Ф. Т. Тимофеев, Г. И. Вантер) в 1932 году подверглись критике за использование «старых, выходящих из употребления чувашских слов в своей литературной практике». К «кулацко-националистическому творчеству» была отнесена серия произведений П. П. Хузангая, якобы «густо насыщенных восточными словами, совершенно непонятными для читающей массы».
Шельмованию подверглись не только работы ряда представителей творческой интеллигенции, но и выдающегося русского языковеда, создателя чувашского словаря Н. И. Ашмарина, обозванного представителем «миссионерской националистической идеологии в области чувашского научного языковедения». Выступая на научной конференции по совершенствованию терминологии и орфографии чувашского языка (15—17 июля 1935 г.), партийный руководитель республики С. П. Петров заявил: в словаре Ашмарина «не только порнографии много, но там есть прямая контрреволюция». Критикуя установки «старых специалистов в области языкознания», он поучал, как писать по-чувашски (например, слово «коллективизация»): «Начали толковать. Но слово стало международным. Почему его не принять как „коллективизация“. Или возьмите слово „кислород“ или „капитал“. Их не надо переделывать… Ведь родной язык нужен для того, чтобы на основе родного языка люди как можно скорее усвоили сумму знаний и пройденный путь пролетариата… Он нужен для обеспечения мировой пролетарской революции … разящей врага, организующей массы на борьбу за социализм».
Если в годы деятельности Д. С. Эльменя языковое строительство проводилось инициативно и последовательно, то в середине 30-х годов была ликвидирована даже сама Комиссия по реализации чувашского языка, созданная при ЦИК Чувашской АССР.
Процесс форсирования нивелировки национально-языковых различий в Чувашии и оттеснения языка титульного этноса на второй план особенно усилился после решения бюро обкома ВКП(б) от 13 января 1936 года о введении преподавания в 8—10 классах всех дисциплин на русском языке.
В эти же годы была постепенно свёрнута политика коренизации, благодаря которой чувашей на 1 января 1935 года среди работников наркоматов и республиканских учреждений было 67,7 % (в 1924 г. — 40 %), в районных учреждениях представители коренного населения составляли 90—100 %. Но во второй половине 30-х годов под предлогом борьбы с «националистами» многие руководящие работники, а также представители национальной интеллигенции были репрессированы. После «изъятия» национальных кадров основные посты в руководящих органах автономии заняли русские: обком ВКП(б) возглавляли секретари А. А. Волков, потом И. М. Чарыков, председателем Совнаркома стал А. В. Сомов, первым секретарём обкома ВЛКСМ — Д. Т. Пароятников (бывший инструктор ЦК ВЛКСМ) и др.
Была ликвидирована существовавшая вплоть до 30-х годов широкая сеть чувашских представительств при центральных органах в Москве: Представительство Чувашской АССР при ВЦИК, чувашские секции при отделах ЦК ВКП(б) и ЦК ВЛКСМ, чувашские отделы Наркомпроса РСФСР и Центрального издательства народов Востока и т. п. Прекратили свою деятельность Московское общество изучения чувашской культуры, было приостановлено издание в Москве центральной массовой газеты на чувашском языке «Коммунар».
К середине 30-х годов из всех официальных решений и документов партийных и советских органов автономии практически исчезает упоминание о наличии в других регионах страны диаспорных групп чувашей-соплеменников. Под флагом борьбы с национализмом был предан забвению опыт учёта интересов всех этнотерриториальных групп чувашей, освоенный ещё в конце XIX—начале XX вв. И. Я. Яковлевым и основанной им в Симбирске чувашской учительской школой.
В Конституции Чувашской АССР 1937 года уже не было статьи о чувашском языке как государственном. Вместо этого провозглашалось право «пользоваться родным языком».
В 1935 году С. П. Петров направил все усилия на то, чтобы оказывать всемерную помощь судебным органам в проведении процессов над «врагами народа».
В июле 1936 года было разослано очередное письмо обкома ВКП(б), на этот раз «О террористической деятельности троцкистско-зиновьевского контрреволюционного блока по Чувашской областной парторганизации». В августе того же года было принято постановление «О мероприятиях по усилению партийной бдительности в учебных заведениях», в октябре — «О работе первичных парторганизаций при Канашском и Цивильском педтехникумах». В том же году в Чувашии начались аресты невинных граждан и привлечение их к ответственности за «контрреволюционную деятельность».
В соответствии с решением Политбюро ЦК ВКП(б) П51/187 от 09.07.37 и приказом НКВД № 00447 от 30.07.37 в состав «тройки» по Чувашской АССР вошли нарком внутренних дел А. М. Розанов (председатель тройки), 1-й секретарь обкома С. П. Петров, прокурор республики С. И. Элифанов.
Посланные из Москвы в Чебоксары уполномоченный Комиссии партийного контроля при ЦК ВКП(б) М. М. Сахьянова и инструктор ЦК ВЛКСМ О. П. Мишакова пришли к выводу, что С. П. Петров не внушает доверия, что Чувашия стала антипартийным, антисоветским, вражески-шпионским гнездом.
В октябре-ноябре 1937 года прошёл судебный процесс над тринадцатью бывшими руководящими работниками республики. На скамье подсудимых оказались первый секретарь обкома С. П. Петров, председатель СНК республики В. И. Токсин, второй секретарь обкома Я. А. Андреев, зам. председателя СНК А. Я. Яковлев, секретарь ЦИК ЧАССР А. Х. Харитонов, председатель Госплана республики Г. И. Иванов, заведующий отделом обкома И. Д. Кузнецов, нарком просвещения Е. С. Чернов, секретарь областного комитета ВЛКСМ А. С. Сымокин, секретарь Чебоксарского горкома партии Ф. М. Зефиров, нарком торговли Д. С. Чернов, председатель совета Осоавиахима Чувашии М. Т. Ермаков, военком республики Т. П. Хрисанфов. Пятеро из названной группы — Петров, Андреев, Токсин, Иванов и Ермаков, будто бы возглавлявшие организацию, были приговорены к расстрелу, остальные — к лишению свободы от десяти до двадцати лет.
28 декабря 1938 года Сергей Порфирьевич был арестован Челябинским УНКВД.
13 февраля 1941 года после пересмотра дела военный трибунал ПРИВО приговоры к расстрелу заменил десятью годами содержания в лагерях, сократил сроки наказания И. Д. Кузнецову и Е. С. Чернову.
М. М. Сахьянова проработала в Чебоксарах с 1936 по 1938 годы в качестве уполномоченного Комиссии партийного контроля при ЦК ВКП(б). Прибыв в Чебоксары, она начала активную борьбу с «врагами народа». Выступая на пленумах обкома партии, партийных активах, утверждала, что в Чувашской автономной республике во всех звеньях партийного и советского аппарата, в том числе в обкоме партии, Совнаркоме, ЦИК ЧАССР и других организациях, орудуют враги народа, с которыми руководство Чувашии не ведёт должной работы. Такое обвинение Сахьяновой способствовало массовому уничтожению руководящих партийно-советских кадров республики. Одновременно, по её требованию, местным управлением НКВД арестовывались все исключённые из партии, в результате чего были подвергнуты репрессиям сотни ни в чём неповинных людей.
Выступая на XVIII областной партийной конференции (10—17 июня 1937 г.) М. М. Сахьянова требовала «усилить разоблачение врагов Советской власти, окопавшихся в партийном, советском, профсоюзном, комсомольском и хозяйственном аппаратах Чувашской АССР».
Многие репрессированные в 1937—1938 гг. коммунисты после XX съезда КПСС были полностью реабилитированы. Вернувшись из ссылок, в 1956 году они поставили перед Чувашским обкомом КПСС вопрос о привлечении Сахьяновой к ответственности.
12 октября 1956 года КПК при ЦК КПСС, рассмотрев записку первого секретаря Чувашского обкома партии С. М. Ислюкова о Сахьяновой, вынесла решение: «За допущенные поступки т. Сахьянова М. М. заслуживает исключения из рядов КПСС. Учитывая признание т. Сахьяновой М. М. своего антипартийного поведения, а также принимая во внимание её участие в прошлом в революционной работе — объявить т. Сахъяновой строгий выговор с занесением в учётную карточку…».
В конце сентября 1937 года в Чебоксары в качестве представителя ЦК ВЛСКМ на XIV Чувашскую областную комсомольскую конференцию инструктор ЦК ВЛКСМ была направлена О. П. Мишакова. На проходившей с 29 сентября по 7 октября конференции Мишакова потребовала роспуска делегатов. По её требованию непосредственно на конференции были исключены из комсомола 7 человек, лишены делегатских мандатов 36 человек, которым было также выражено политическое недоверие за «буржуазный национализм». Вскоре после конференции руководители комсомола Чувашской АССР — секретари обкома А. С. Сымокин, И. Т. Терентьев и другие комсомольские работники были объявлены «врагами народа» и исключены из комсомола. Мишакова распустила конференцию, как не подготовленную. О своём решении Мишакова телеграфировала в Москву — Генеральному секретарю А. В. Косареву и требовала принять соответствующие меры. Узнав о действиях инструктора Мишаковой Косарев, по выражению российской журналистки газеты «Московский комсомолец» Светланы Самоделовой, «пришёл в ярость» и оставил без внимания все её докладные и звонки.
По возвращении Мишаковой в Москву действия инструктора Мишаковой в Чебоксарах были обсуждены на бюро ЦК ВЛКСМ. По мнению Косарева Мишакова не имела полномочий распускать комсомольскую конференцию в Чувашской АССР. В постановлении бюро ВЛКСМ было отмечено: «Мишакова допустила грубейшие ошибки, в силу чего люди, честные перед партией, зачислились в разряд политически сомнительных, а то и пособников врагов». По инициативе Косарева Мишакова была освобождена от работы; бюро ЦК ВЛКСМ постановило: «Перевести Мишакову на другую работу». Всех руководителей Чувашского обкома восстановили в комсомоле.
С образованием автономии в 1920 значительно расширились сферы функционирования чувашского языка. В пределах республики чувашский язык становится одним из двух официальных языков (наряду с русским). Во всех регионах компактного проживания чувашей он становится языком школьного преподавания (до 8-го класса), на нём говорят в официальных учреждениях, ведётся делопроизводство, в широких масштабах осуществляется книгопечатание, на чувашском языке снимаются фильмы, чувашская речь звучит с театральных подмостков. Газеты и журналы на чувашском языке выходят в Чебоксарах, Казани, Уфе, Самаре, Симбирске, Москве.
1927 — Создание Общества изучения чувашской культуры в Москве с филиалами в Ульяновске, Казани, Уфе и др. городах.
Здание республиканского трахоматозного диспансера — первое в Поволжье специализированного научного центра по борьбе с трахомой с 1937 г.

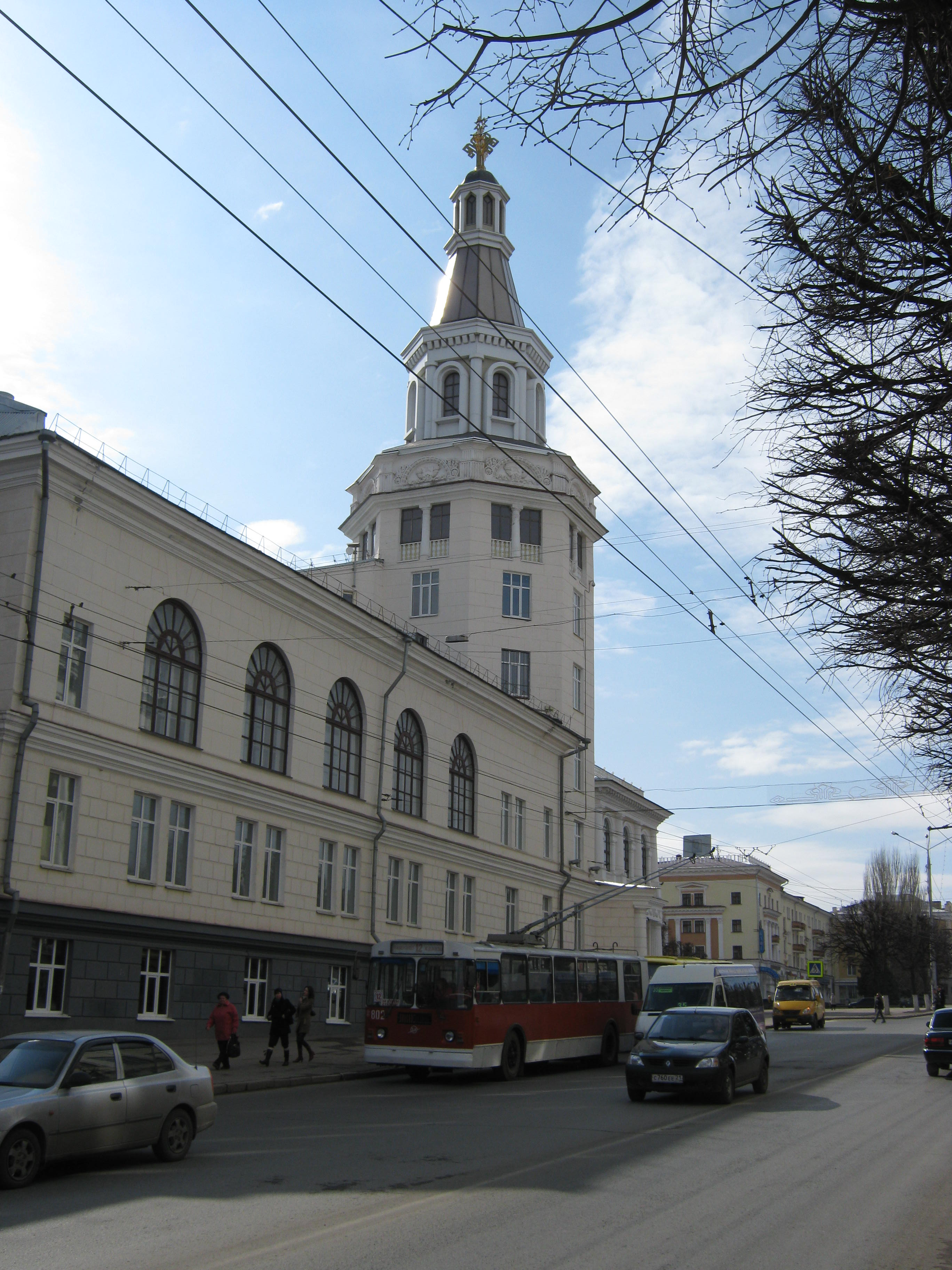
Башня сельхозакадемии

1930, август — Открытие Чувашского научно-исследовательского института языка, литературы, истории и экономики (ныне — Чувашский государственный институт гуманитарных наук).
В сталинский период создаётся Словарь чувашского языка Н. И. Ашмарина (1870—1933). Сам Н. И. Ашмарин успел подготовить пять томов. С марта 1928 года по рекомендации Н. В. Никольского Ашмарину в обработке материалов и подготовке рукописи 17-томного «Словаря чувашского языка» начал помогать Н. А. Резюков, который принял участие в составлении 6 выпусков. После смерти Ашмарина Н. А. Резюков самостоятельно подготовил к печати 8-14 тома. Первые два тома переработанного издания появились в Казани в 1928 и 1929 гг. Последующие тома издавались в Чебоксарах. Последний том Словаря издан в 1950 году.
В это время работают деятели чувашской культуры Комиссаров, Гурий Иванович.
В начале 1946 года Национальная библиотека Чувашской Республики переехала в бывшее здание Чувашского ЦИК по улице К. Иванова. Её книжный фонд составил приблизительно 93 тысячи томов. В коллективе трудилось 22 человека.
РГУП «Чувашское книжное издательство» Министерства культуры образовано 12 ноября 1920 г. Первоначально называлось Чувашское отделение Государственного издательства.
В 1923 году состоялась первая поездка чувашского хора в Москву. В 1924 году создаётся Чувашский государственный хор.
С 1932 года в Чебоксарах действовал симфонический оркестр. 3 сентября 1936 года Управлением по делам искусств при СНК Чувашской АССР был издан приказ о создании Чувашской государственной филармонии. 17 ноября вышло Постановление СНК Чувашской АССР, утвердившее данное решение. В 1930-е годы в филармонии выступал Чувашский государственный хор, ведущий свою историю с 1920 года. Государственный хор Чувашской АССР 7 июля 1936 года участвовал в концерте в Кремле, организованном Всесоюзной комиссией по делам искусств при СНК СССР, среди зрителей был Секретарь ЦК ВКП(б) Сталин.
1939 — Создание Чувашского ансамбля песни и танца.
Среди деятелей этого времени — Лебедев, Герман Степанович.
В 1920 году переехал в Чебоксары Чувашский государственный драматический театр. Репертуар театра составляли пьесы чувашских драматургов и переводы русской классики, спектакли игрались на чувашском языке.
В 1927—1939 гг. в качестве главного режиссёра театр возглавил П. Н. Осипов. Самобытное искусство артистов театра из года в год росло и крепло в лучших спектаклях по пьесам чувашских драматургов Ф. Павлова, И. Максимова-Кошкинского, Н. Айзмана, М. Трубиной, Л. Агакова, А. Эсхеля, А. Колгана, Я. Ухсая, В. Алагера, Л. Родионова, В. Ухли, Н. Терентьева, и др.
В 1933 году присвоено звание академического. В 1947 году в коллектив влились выпускники Чувашской студии ГИТИСа (курс М. М. Тарханова).
В 1929 году в Чебоксарах открывается Чувашское государственное театральное училище.
В 1933 году в Чебоксарах открыт Театр юного зрителя. Первый спектакль «Молодой пласт» («Топай») по пьесе Л. Бочина состоялся 3 апреля 1933 года — этот день считается днём рождения ТЮЗа. Его основателями являются Эдвин Давыдович Фейертаг и Маргарита Николаевна Фигнер — ленинградские режиссёры, педагоги и воспитатели будущего театрального коллектива. Специальный актёрский набор при Чувашском музыкально-театральном техникуме стал основой театра для детей и юношества республики. Спектакли игрались на чувашском и русском языках.
В этот период работают такие театральные деятели как: Н. С. Айзман, П. Н. Осипов, Алексеев, Борис Алексеевич.
Пётр Николаевич Осипов в 1927—1930 гг. режиссёр чебоксарского драматического театра, 1931—1934 гг. преподаёт в музыкальном училище.
И. С. Максимов-Кошкинский в 1932—1945 — художественный руководитель и актёр Чувашского академического театра.
Государственный ордена «Знак почёта» Русский драматический театр Основан 14 декабря 1922 года. Летом 1918 года в Чебоксарах в доме купца Ефремова был организован Русский драматический коллектив. Этот коллектив послужил основой труппы театра, открытого в 1922 г. Первым режиссёром театра был И. А. Слободской (Кукарников). 14 декабря 1922 года состоялось открытие первого театрального сезона Русского драматического театра спектаклем «Василиса Мелентьева» по пьесе А. Н. Островского. Эта дата стала днём рождения театра. В 1952 году в связи с 30-летием и в 1972 году в связи с 50-летним юбилеем театр был награждён Почётными грамотами Президиума Верховного Совета РСФСР.
Чувашский государственный театр кукол. 15 апреля 1945 г. состоялась премьера спектакля «Три подружки» по пьесе основателя театра, его первого директора и художественного руководителя, режиссёра С. М. Мерзлякова. Этот день считается днём создания театра. В 1951 театр был ликвидирован, однако кукольная бригада продолжала работать при Чувашской государственной филармонии.
Аликовский народный театр. В 1933 в Аликово открывается библиотека. Здесь начинает работать Василий Илларионович Волков, уроженец деревни Синер. Молодой светоч народа от всего сердца старается повысить культурный уровень сельской жизни. Его усилия не проходят даром — молодёжь начинает тянуться к очагу культуры. В 1934 В. И. Волков здесь впервые организует драматический кружок, с чего и начинается постановка в Аликово спектаклей.
В сентябре 1926 года состоялась демонстрация первого чувашского художественного фильма «Волжские бунтари». Чувашская киноиндустрия связана с именем чувашской актрисы Т. С. Максимова-Кошкинская (1903—1977), известной под псевдонимом Тани Юн. С участием Тани Юн были сняты такие художественные фильмы на чувашском языке, как «Волжские бунтари», «Сарпиге», «Чёрный столб», «Уркка», «Вихрь на Волге», «Апайка», «Помни».
И. С. Максимов-Кошкинский в 1925—1931 — режиссёр, сценарист и художественный руководитель киностудии «Чувашкино».
Радио Чувашии. В октябре 1925 года начинается регулярное радиовещание на чувашском языке. 1932 — Открытие Чувашской студии радиовещания.
Регулярное вещание «Радио Чувашии» началось с 8 марта 1932 года.
В марте 1932 г. при Совнаркоме Чувашской АССР был создан Комитет по радиофикации и радиоинформации. В марте 1934 г. переименован в Комитет по радиофикации и радиовещанию. С марта 1946 г. — Комитет по радиофикации и радиоинформации при Совете Министров Чувашской АССР. С июня 1949 — Комитет по радиоинформации при Совете Министров Чувашской АССР.
- 1935, июль — Первый съезд чувашских художников. 1939 — Открытие Чувашской художественной галереи.

В сталинский период начинают творческую жизнь Н. В. Овчинников, М. С. Спиридонов, Г. Н. Константинов.
Чувашский государственный художественный музей основан 17 сентября 1939 г., открыт 7 ноября 1939 года. Основой создания коллекции послужили 218 произведений художественного отдела Чувашского центрального музея, переданных художественному музею в сентябре 1939 г.
1934, 11—13 июня —1 съезд чувашских писателей.
С 1935 г. Тани Юн начала работать над переводом лучших образцов русской, советской и зарубежной литературы. Совместно с И. Максимовым-Кошкинским она написала несколько пьес.
В это время работают литераторы Максим Ястран, А. Е. Алга, Александр Калган, Л. Н. Васильева, Н. Т. Васянка, Кашкер Микули, Нестер Янгас, В. Е. Рзай, Хумма Сьемен, М. Д. Трубина, И. С. Тукташ, Н. И. Шелеби, А. И. Арис, Н. Я. Ют, С. В. Эльгер, Иван Мучи, Г. Д. Пилеш, Иван Саламбек, Илле Тахти, А. П. Этмен, А. Ф. Талвир, К. А. Чулгась.
Начинают свою литературную деятельность С. Л. Баранова, А. С. Артемьев, Сергей Мерчен, Я. Г. Ухсай, П. Н. Чичканов, В. С. Алендеев, Метри Кибек, В. В. Погильдяков, В. Л. Садай, Уйп Мишши, Валентина Элпи, Никифор Мранька.
Литературный музей им. К. В. Иванова был открыт в октябре 1940 года. Создание музея чувашской литературы и искусства было приурочено к 50-летию со дня рождения классика чувашской литературы К. В. Иванова. В начале Великой Отечественной войны 1941 г. музей временно был закрыт.
В 1924 году выходит первый номер журнала «Сунтал» («Наковальня») (с 1947 года — «Ялав»). 18 марта 1925 года выход первого номера сатирического журнала «Капкӑн». 1928 — Выход первого номера журнала на чувашском языке «Ӗҫхӗрарамӗ» («Работница»). 1929 — Выход первого номера журнала для школьников на чувашском языке «Хатӗр пул» («Будь готов»). 1929, 17 октября — Выход первого номера газеты -«Красная Чувашия» (с 1952 года — «Советская Чувашия»).
Первый номер газеты Тантӑш вышел 12 января 1931 года под названием Пионер сасси (Клич пионера).
Авангард (газета, Батырево). 9 сентября 1930 года на заседании бюро Больше-Батыревского РК ВКП(б) был рассмотрен вопрос об организации районной газеты и принято постановление об отведении помещения для редакции и типографии. На следующем заседании бюро газету решили назвать «Паянхи сас». 8 февраля 1931 года вышел первый номер газеты. Она выпускалась один раз в 5 дней на 4 страницах. Первыми работниками редакции были Василий Митта — ответственный секретарь и Якку Арслан (Зверев, Яков Львович) — литсотрудник. В 1932 году газета стала называться «Октябрь ялавĕ» («Знамя Октября»). С 4 сентября газета стала выходить под названием «Коммунизм ялавĕ» на чувашском языке и «Коммунизм байрагы» на татарском языке. Последняя дублировала чувашскую газету. В 1953 году обеим газетам было дано одно интернациональное название — «Авангард».
Канаш ен (Канашский край). Первый номер газеты «Социализмшăн», как орган райкома ВКП(б), райисполкома и райпрофсовета тиражом 2000 экземпляров, вышел 6 июля 1931 года. Газета была четырёхполосная, печаталась в Алатырской типографии. В 1939 году газета стала называться «Коммунизмшан». В июле 1944 года в Канаше стала выходить городская газета «Сталинский путь».
Пирĕн сăмах (Наше слово). Пирĕн сăмах (Наше слово) — Мариинско-Посадская районная газета. Вначале газета именовалась «Ударник». 18 октября 1952 года её переименовали в «Ленинское знамя». В 1990-е гг. газете было дано новое название — «Наше слово». Первый номер газеты «Ударник» вышел 14 октября 1932 года. Газета являлась печатным органом районного Совета рабочих, солдатских депутатов и райкома ВКП(б) Мариинско-Посадского района Чувашской Республики.
Çентерÿ ялавĕ (Знамя победы). Первый номер Моргаушской районной газеты вышел 5 мая 1944 года под названием «Колхозник сасси» (Голос колхозника). Отпечатали его в Ишлейской типографии. Первым редактором был уроженец Козловского района Ф. И. Малышкин. Газета объёмом 2 полосы и тиражом 1200 экз. периодичностью 1 раз в неделю выходила до 30 августа 1959 года. С апреля 1965 года газета начала выходить под новым названием «Çĕнтерÿ ялавĕ».
Тăван Атăл — литературный журнал чувашских писателей. Издаётся с 1931 года. 1940—1944 годах печатался под наименованием «Художественная литература» (вышли в свет 17 книг). В 1944 году при издании 18-й книги переименован.
В местах компактного расселения чувашей в других республиках и областях РСФСР также издавались журналы и газеты на чувашском языке, готовились педагогические кадры, функционируют чувашские театры.
Чувашский государственный педагогический университет имени И. Я. Яковлева был основан в 1930 году. Были открыты 2 факультета.
Петров был инициатором открытия сельскохозяйственного института в Чебоксарах, так как не хватало квалифицированных кадров, а республика остро нуждалась в агрономах, зоотехниках, инженерах.
Сельскохозяйственная академия открылась 1 сентября 1931 года. Студенты обучались в трудных условиях. Не хватало учебных пособий, экспонатов, препаратов, аудиторий, квалифицированных преподавателей. В 1939 и 1940 годах коллектив института являлся участником Всесоюзной сельскохозяйственной выставки. Великая Отечественная война потребовала коренной перестройки всей работы института. Учебный корпус, общежития были переданы эвакуированной ткацкой фабрике. Занятия проводились в неприспособленных помещениях, в школах во вторую и третью смену. Многие преподаватели и сотрудники института ушли на фронт.
Дом, в котором был открыт Чувашский педагогический институт — первое высшее учебное заведение Чувашии в 1930 г. (ул. К. Маркса, 32).
Много внимания уделялось росту культуры населения. Создавались постоянные очаги и центры культурного развития трудящихся. К концу 1920 г. благодаря активной работе коммунистов, которых в то время в Чувашии было около 1300, в области функционировали 218 изб-читален, 170 библиотек, 62 народных дома и т. д.
Огромная работа проводилась по ликвидации неграмотности населения. За короткий промежуток времени около 12 тыс. человек прошли трёхмесячные курсы по ликвидации неграмотности.
По инициативе Д. С. Эльмень 16 июля 1920 г. Ревком принимает решение открыть в Ядрине сельскохозяйственный техникум. Предполагалось открыть и университет, вначале как филиал Казанского университета.
В начале августа 1919 г. состоялся I Всероссийский съезд работников просвещения и социалистической культуры среди чувашей. В его созыве и работе активное участие принял Д. С. Эльмень. Он был избран председателем съезда. Даниил Семёнович добивается дружной, сплочённой работы трудовой интеллигенции разных национальностей и культурном строительстве.
Д. С. Эльмень уделял повседневное внимание развитию народного образования, культурно-просветительских учреждений, печати в Чувашии. В докладной записке к смете Чувашского отдела при Наркомнаце на май и июнь 1919 г. им были изложены конкретные задачи по развитию народного образования в Чувашии. Он писал: «…чтобы вывести чувашей из мрака невежества и косности, необходимо широко поставить дело их просвещения, как школьного, дошкольного, внешкольного, так и профессионально-технического».
Благодаря усилиям партийных и советских органов, Чувашского отдела при Наркомнаце и его заведующего Д. С. Эльменя в суровых условиях Гражданской войны были достигнуты немалые успехи на культурном фронте. Возросла сеть школ, увеличилось число учащихся. В 1919—1920 гг. в Чувашии работали 1200 школ ликбеза. Даже в глухих селениях открывались народные дома, клубы, избы-читальни, народные университеты. В 1918 г. в Канаше была открыта учительская семинария. В январе 1918 г. в Казани возник первый чувашский театр. Там же открывается Высшее центральное музыкально-драматическое училище.
По инициативе Д. С. Эльменя решался ряд трудоёмких и сложных вопросов по реорганизации и усовершенствованию на новой основе народного просвещения. Необходимо было готовить педагогические кадры, учебные пособия. В октябре 1918 г. Чувашским отделом при Наркомнаце, возглавляемым Д. С. Эльменем, издаётся приказ, обязывающий все чувашские отделы народного образования и учебные заведения срочно переработать букварь, который стал неоценимым учебным пособием не только для школьников, но и для обучения взрослого населения грамоте.
Д. С. Эльмень был одним из активных организаторов перевода на чувашский язык трудов В. И. Ленина, произведений прогрессивных русских писателей и поэтов, школьных учебников и др. В марте 1919 г. по инициативе Чувашского отдела при Наркомнаце была организована переводческо-издательская комиссия, что привело к значительному увеличению переводческой литературы.
- 1923 — Преобразование Симбирского института народного образования (бывшей Чувашской семинарии) в педтехникум и сельхозтехникум. До 1935 года находился в ведении Чувашского правительства.
- 1930, август — Открытие педагогического института в Чебоксарах (ныне — Чувашский государственный педагогический университет им. И. Я. Яковлева).
- 1931, сентябрь — Открытие Чувашского сельскохозяйственного института (ныне — академия).
- 1934, 4 августа — Открытие в Чебоксарах Чувашского учительского института.

Среди деятелей образования — Трофимов, Андрей Трофимович (педагог).
Чувашский государственный институт гуманитарных наук. 17 августа 1930 г. секретариат Чувашского обкома ВКП(б) постановил реорганизовать Совет науки и культуры, основанный в апреле 1928 г., в научно-исследовательский институт. 18 августа 1930 Совнарком Чувашской АССР на базе Совета науки и культуры образовал Чувашский комплексный научно-исследовательский институт. В августе 1932 г. институт подвергся реорганизации: на базе сельскохозяйственного сектора Чувашского комплексного научно-исследовательского института был образован Научно-исследовательский институт социалистической реконструкции сельского хозяйства (просуществовал до 1934 г.). 10 августа 1933 г. Совнарком Чувашской АССР реорганизовал Чувашский комплексный научно-исследовательский институт в два учреждения: Чувашский научно-исследовательский институт промышленности (просуществовал до 1936 г.) и Чувашский научно-исследовательский институт социально-культурного строительства.
25 августа 1938 г. постановлением Совнаркома Чувашской АССР институт был переименован в Чувашский научно-исследовательский институт языка, литературы и истории. 1 января 1948 г. согласно Постановлению Правительства Чувашской АССР от 14 ноября 1947 г. институт был переведён в ведение Совета Министров Чувашской АССР и стал называться Чувашским научно-исследовательским институтом языка, литературы и истории при Совете Министров Чувашской АССР.

### Чувашская АССР в Великой Отечественной войне
См. также: Сурский рубеж обороны, 324-я стрелковая дивизия, Ибресинская лётная школа
На фронтах Великой Отечественной войны участвовали более 208 тысяч выходцев из Чувашской АССР, свыше 100 тысяч из которых погибли. Около 54 тысяч человек были награждены боевыми орденами и медалями. Около 80 уроженцев Чувашской АССР удостоились звания Героя Советского Союза.
На службу в гарнизон Брестской крепости в канун боёв прибыло около 1000 уроженцев Чувашской АССР; погибли почти все. Большое число уроженцев Чувашской АССР участвовали в партизанском движении. Многие из них сражались с фашистскими захватчиками на территории других государств.
Из западных и центральных регионов СССР в Чувашскую АССР было принято 70,5 тысяч человек, было перебазировано более 20 промышленных предприятий. В годы войны Чувашская АССР трижды получала переходящее Красное знамя ГКО. В Чебоксары были эвакуированы Харьковский и Московский электроаппаратные заводы.
На всенародно собранные средства был построен бронепоезд «Комсомол Чувашии», на средства рабочих Канашского вагоноремонтного завода был построен бронепоезд «За Родину!», Чебоксарского электроаппаратного завода — эскадрильи боевых самолётов «Красная Чувашия» и «Комсомолец Чувашии». В газете «Красная Чувашия» от 26 декабря 1942 года было опубликовано письмо работника колхоза «Красный луч» Алатырского района А. М. Сарскова Сталину, в котором сообщалось о внесении им 100 000 рублей из своих личных сбережений на строительство самолёта лётчику, Герою Советского Союза Ф. Н. Орлову. В следующем номере было напечатано ответное письмо Сталина: «Примите мой привет и благодарность Красной Армии за Вашу заботу о воздушных силах Красной Армии. Ваше желание будет исполнено. Иосиф Сталин». Подобных писем было множество.
В Чебоксарах формировались 324-я Верхнеднепровская Краснознамённая стрелковая и 139-я Рославльская Краснознамённая ордена Суворова стрелковая дивизии. Обе дивизии прошли тяжкий, но славный боевой путь, в их честь в городе названы улицы.
В войну в Чебоксарах находились эвакогоспитали № 3056 (1941—1945), № 3058 (1941—1945), № 3061 (1942), № 3057 (1941—1945). В доме № 6 по улице Карла Маркса находился штаб 324-й стрелковой дивизии, сформированной в Чувашской АССР в 1941 году.
4 ноября 1941 года город Чебоксары был подвергнут бомбардировке — в тёмное время суток Чебоксары бомбил один самолёт, сбросив около 20 бомб.
В 1941—1945 годы Чувашский государственный педагогический институт, некоторые цеха эвакуированных заводов были переведены в Мариинский Посад.
В 1943 году в Ибресинской лётной школе без ног (на протезах) учился летать после ранения легендарный лётчик — будущий Герой Советского Союза — старший лейтенант А. П. Маресьев. Здесь же (в промежутке после июля 1943 до мая 1944) на учебно-тренировочных самолётах УТ-2 учились летать сыновья высокопоставленных деятелей советского государства: сын Секретаря ЦК ВКП(б) А. С. Щербакова — будущий Герой Советского Союза Александр Щербаков и сын члена Государственного комитета обороны А. И. Микояна — Алексей Микоян.
Героями Советского Союза стали выходцы их Чувашской АССР и чуваши из других областей СССР: Г. А. Алексеев, К. Д. Андреев, С. А. Андреев, Я. А. Анисимов, Г. Ф. Арлашкин, Ф. А. Артемьев, Ф. П. Ахаев, Ф. И. Ашмаров, Н. Г. Безруков, А. Ф. Беляев, А. Н. Боголюбов, С. Н. Бутяков, П. Х. Бухтулов, Б. М. Ворбьёв, Г. С. Васильев, П. Е. Васильев, В. Ф. Витвинский, А. И. Ворбьёв, Г. Г. Габайдулин, В. И. Ерменеев, М. Е. Ефимов, А. А. Иванов, Н. П. Иванов, И. М. Ивкин, Ф. Н. Ижедеров, Н. С. Ижутов, С. И. Илларионов, И. В. Ильгачев, Н. Р. Ириков, И. А. Кабалин, Н. Г. Князькин, С. В. Коновалов, А. В. Кочетов, М. Т. Кошелев, П. Е. Кузнецов, П. В. Лаптев, Г. Ф. Ларионов, А. Р. Логинов, Н. Н. Марков, И. Г. Мешаков, В. С. Николаев, Ф. Н. Орлов, А. М. Осипов, Н. С. Павлов, Е. Г. Пайгусов, З. И. Парфёнова, А. П. Петров, И. К. Поляков, М. Е. Родионов, Н. К. Романов, А. Ф. Сидюков, К. И. Степанов, Я. Г. Сульдин, С. А. Уганин, Г. Н. Чернов, М. С. Чернов, Ф. Н. Чернов, П. С. Юхвитов, Е. Г. Яковлев, А. Т. Якунин, И. В. Яшин.

### Чувашская АССР с 1945 год по 1991 год
С 1947 по 1955 год Председателем Верховного Совета Чувашской АССР являлся С. М. Ислюков.
Чебоксарский хлопчатобумажный комбинат — один из крупнейших переработчиков хлопка в России был открыт в 1951 году.
В 1951 году было принято решение о строительстве завода тракторных запасных частей в Чебоксарах. В 1953 году было начато строительство промышленной базы предприятия Чебоксарский агрегатный завод.
Решение о строительстве в Чувашской АССР Чебоксарского завода электроизмерительных приборов было принято в 1948 году, и закреплено Распоряжением Совета Министров СССР № 8646 от 1 июля 1948 г.
В 50—80-е гг. среднегодовые темпы прироста общего объёма продукции промышленности в Чувашии опережали общероссийские. В 50—60-е гг. Чувашия из аграрно-индустриал. стала индустриально-аграр. республикой. К 1970 г. построено и введено в действие 26 крупных пром. предприятий, в Чебоксарах: хлопчатобумажный комбинат, заводы электрич. исполнител. механизмов, завод электроизмерительных приборов, завод тракторных зап. частей, «Чувашкабель», алатырские заводы «Электроприбор», «Электроавтомат», канашские заводы электропогрузчиков, лакокрасочных и пластмассовых изделий и др. В 1970 г. началось строительство Чебоксарской ГЭС, в 1972 г. — Чебоксарского завода пром. тракторов. Эти же годы примечательны усилением директивного характера эконом. отношений. Реформы нар. хоз-ва не затрагивали основ жёсткого централизованного планирования. К кон. 90-х гг. св. 80 % производственных мощностей оказалось сконцентриров. в Чебоксарах и Новочебоксарске. В сельских районах промышленность представлена в осн. небольшими предприятиями пищевой и деревообраб. отраслей. В структуре промышленности сохранялся высокий уд. вес производства средств производства, который составлял 78 % в 1985 г. В машиностроительном комплексе уд. вес продукции, находящейся на мировом уровне, в 1985 составлял 8 %.
Интенсив. рост пром-сти приводил к значител. миграции населения в города, особенно в Чебоксары. Ликвидировалась часть «бесперспективных» деревень. Постоянно шло, особенно в гор. местности, сужение функций чуваш. яз. С нач. 60-х гг. школы респ. перешли к обучению уч-ся с 5—7 классов на рус. яз. Такое нововведение помогло части школьников лучше овладеть рус. яз., облегчило учёбу в техникумах и вузах. Но резкое изъятие родного яз. из образовател. процесса привело к утрате большинством его носителей основ грамотности, у мн. сохранилось умение объясняться только на бытовом уровне. Особенно в трудном положении оказались представители чуваш. диаспоры. В 2013 г. эксперты ЮНЕСКО отнесли чувашский язык к исчезающим.
Поиск выхода из сложившейся ситуации, начавшийся активно, но непродуманно с апр. 1985, не дал ощутимых результатов в экономике. С 1991 начался спад объёмов произв-ва в абсолют. выражении. Неудач. попытки корен. реформирования экономики страны, предпринятые в нач. 90-х гг., привели нар. хоз-во к системному кризису. В особ. трудной ситуации оказались регионы, не обладающие богатыми природ. ресурсами и предприятиями по их переработке.
Нерешённость и обострение социально-эконом., национальных, культурно-бытовых проблем в условиях ослабления жёсткого идеологич. и гос. диктата способствовали зарождению обществ. движений, выступавших за расширение прав республик и народов. В кон. 1989 был создан Чуваш. обществ.-культур. центр (ЧОКЦ), в марте 1991 — партия чуваш. национального возрождения (ЧАП), 8—9 окт. 1993 орг-ван Чувашский национальный конгресс (ЧНК), делегаты которого представляли чуваш. население респ. и чуваш. диаспору. На нач. 2001 в Чуваш. Респ. зарегистрировано 39 полит. объединений, действуют 12 национальных обществ.-культур. центров, однако их деятельность не предотвратило дальнейшее стремительное уменьшение численности чуваш.
5 ноября 1961 года в Эльбарусово произошёл пожар, в котором погибло 110 человек, в том числе 106 детей.
В 1952 году на набережной на постаменте из полированного гранита был установлен бронзовый бюст классика чувашской литературы К. В. Иванова. Скульптор И. Ф. Кудрявцев, архитектор В. И. Ступин. С этого времени сквер на набережной Волги стал называться именем Константина Иванова.
7 декабря 1933 года в здании кинотеатра «Родина» (ул. К.Иванова, 9), на съезде ударников-дорожников Чувашской АССР выступал с речью венгерский писатель-коммунист Мате Залка. Об этом факте сегодня напоминает мемориальная доска размещённая на здании кинотеатра.
В 30-е и 40-е годы на улице Константина Иванова были построены: кинотеатр «Родина», кирпичный завод, Дом водосвета, после войны — пивоваренный завод, разбит сквер, названный именем Константина Иванова.

## История после 1991 года

### Чувашия с 1991 год по 2010 год
В результате происходивших социально-экономических процессов в период с 1991 по 2010 г. численность чуваш в РФ уменьшилась почти на 446 тыс. чел. (на 24 % от уровня 1989 г.). Особенно быстро численность чуваш в РФ уменьшилась в период с 2002 по 2010 г. — почти на 202тыс. чел. (на 14 % за 8 лет-до 1435872 чел., то есть до уровня 1955 г.), в том числе в ЧР на 75 тыс. чел. Это сравнимо с потерями ЧР во 2-й мировой или Гражданской войны (для сравнения: потери СССР в ВОВ — 13,6 % −27 млн чел.).

### Чувашия с 2010 года
В 2010 году новым президентом Чувашии стал М. В. Игнатьев.